# 5799 Брювінґтон
5799 Брювінґтон (5799 Brewington) — астероїд головного поясу, відкритий 9 жовтня 1980 року.
Тіссеранів параметр щодо Юпітера — 3,350.